# Estação Bello Monte
A Estação Bello Monte é uma das estações do Metrô de Caracas, situada no município de Baruta, seguida da Estação Zona Rental. Administrada pela C. A. Metro de Caracas, é uma das estações terminais da Linha 5.
Foi inaugurada em 4 de novembro de 2015. Localiza-se no cruzamento da Avenida Principal de Bello Monte com a Rua Garcilazo. Atende a paróquia de Nuestra Señora del Rosario.